# Dreiband-Europameisterschaft 2009

Logo CEB (ausrichtender Verband)

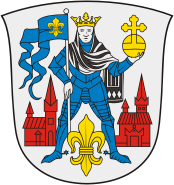
Veranstaltungsort: Odense

Die Dreiband-Europameisterschaft 2009 war das 66. Turnier in dieser Disziplin des Karambolagebillards und fand vom 21. bis zum 24. Mai 2009 in Odense in der dänischen Region Syddanmark statt. Es war die sechste Dreiband-EM in Dänemark.

## Geschichte
In der Gruppenphase dieser Europameisterschaft gab es durchweg sehr gute Leistungen. Der Schwede Torbjörn Blomdahl und der Däne Dion Nelin konnten einen Satz in einer Aufnahme gewinnen. Die beste Vorrundenleistung zeigte aber der Deutsche Martin Horn. Er gewann seine Gruppe mit dem ausgezeichneten Durchschnitt (GD) von 2,428.
Das Achtelfinale war dann aber Endstation für Martin Horn. In einem hart umkämpften 5-Satz Match unterlag er dem Belgier Jozef Philipoom nach 2:1 Satzführung im fünften Satz mit 6:15. Der nach Match- und Partiepunkten beste in der Vorrunde Eddy Merckx scheiterte gegen den Dänen Brian Knudsen. Mit Christian Rudolph schaffte aber der zweite deutsche Teilnehmer den Einzug in das Viertelfinale. Hier kam für ihn aber das Aus gegen den Türken Tayfun Taşdemir. Mit Dick Jaspers scheiterte auch der Spieler mit dem besten Durchschnitt des Turniers. Im Halbfinale gab es überraschend klare Siege für Daniel Sánchez und Frédéric Caudron. Das Finale hielt dann den hohen Erwartungen stand. Sanchez gewann in fünf Sätzen. Den letzten mit 15:13. Es war der dritte Dreibandtitel bei einer EM für den Spanier.

## Modus
Gespielt wurde das Turnier mit 32 Teilnehmern. In den Gruppenspielen wurde auf zwei Gewinnsätze à 15 Points gespielt. Ab dem Achtelfinale ging es um drei Gewinnsätze pro Spiel. Platz drei wurde nicht mehr ausgespielt.

## Gruppenphase
| MP    | Match Points (Sieger = 2; Unentschieden = 1; Verlierer = 0) |
| Pkte. | Erzielte Karambolagen                                       |
| Aufn. | Benötigte Versuche                                          |
| GD    | Generaldurchschnitt                                         |
| BED   | Bester Einzeldurchschnitt eines Spielers                    |
| HS    | Höchstserie                                                 |
|       | Bester GD des Turniers                                      |
|       | Bester ED des Turniers                                      |
|       | Beste HS des Turniers                                       |
|       | 1. Platz (Gold)                                             |
|       | 2. Platz (Silber)                                           |
|       | 3. Platz (Bronze)                                           |

| Abschlusstabelle Gruppe A | Abschlusstabelle Gruppe A | Abschlusstabelle Gruppe A | Abschlusstabelle Gruppe A | Abschlusstabelle Gruppe A | Abschlusstabelle Gruppe A | Abschlusstabelle Gruppe A | Abschlusstabelle Gruppe A | Abschlusstabelle Gruppe A |
| Platz                     | Name                      | MP                        | SV                        | Pkt.                      | Aufn.                     | GD                        | BED                       | HS                        |
| ------------------------- | ------------------------- | ------------------------- | ------------------------- | ------------------------- | ------------------------- | ------------------------- | ------------------------- | ------------------------- |
| 1                         | Dick Jaspers              | 6                         | 6:1                       | 97                        | 54                        | 1,796                     | 2,727                     | 7                         |
| 2                         | Andreas Efler             | 4                         | 5:4                       | 94                        | 94                        | 1,000                     | 1,096                     | 7                         |
| 3                         | Michael Nilsson           | 2                         | 3:4                       | 90                        | 76                        | 1,184                     | 1,034                     | 6                         |
| 4                         | Jussi Tyrkkö              | 0                         | 1:6                       | 60                        | 74                        | 0,810                     | –                         | 5                         |

| Abschlusstabelle Gruppe B | Abschlusstabelle Gruppe B | Abschlusstabelle Gruppe B | Abschlusstabelle Gruppe B | Abschlusstabelle Gruppe B | Abschlusstabelle Gruppe B | Abschlusstabelle Gruppe B | Abschlusstabelle Gruppe B | Abschlusstabelle Gruppe B |
| Platz                     | Name                      | MP                        | SV                        | Pkt.                      | Aufn.                     | GD                        | BED                       | HS                        |
| ------------------------- | ------------------------- | ------------------------- | ------------------------- | ------------------------- | ------------------------- | ------------------------- | ------------------------- | ------------------------- |
| 1                         | Torbjörn Blomdahl         | 6                         | 6:1                       | 98                        | 59                        | 1,661                     | 3,750                     | 15                        |
| 2                         | Christian Rudolph         | 4                         | 5:2                       | 90                        | 77                        | 1,168                     | 1,363                     | 6                         |
| 3                         | Kost. Papakonstantinou    | 2                         | 2:4                       | 57                        | 65                        | 0,876                     | 0,909                     | 7                         |
| 4                         | Kjell Lillestol           | 0                         | 0:6                       | 18                        | 74                        | 0,243                     | –                         | 2                         |

| Abschlusstabelle Gruppe C | Abschlusstabelle Gruppe C | Abschlusstabelle Gruppe C | Abschlusstabelle Gruppe C | Abschlusstabelle Gruppe C | Abschlusstabelle Gruppe C | Abschlusstabelle Gruppe C | Abschlusstabelle Gruppe C | Abschlusstabelle Gruppe C |
| Platz                     | Name                      | MP                        | SV                        | Pkt.                      | Aufn.                     | GD                        | BED                       | HS                        |
| ------------------------- | ------------------------- | ------------------------- | ------------------------- | ------------------------- | ------------------------- | ------------------------- | ------------------------- | ------------------------- |
| 1                         | Tayfun Taşdemir           | 6                         | 6:1                       | 90                        | 52                        | 1,730                     | 2,000                     | 7                         |
| 2                         | Frédéric Caudron          | 4                         | 5:2                       | 83                        | 52                        | 1,566                     | 3,000                     | 7                         |
| 3                         | Jean van Erp              | 2                         | 2:4                       | 50                        | 40                        | 1,250                     | 1,875                     | 6                         |
| 4                         | Bálázs Léb                | 0                         | 0:6                       | 41                        | 51                        | 0,803                     | –                         | 5                         |

| Abschlusstabelle Gruppe D | Abschlusstabelle Gruppe D | Abschlusstabelle Gruppe D | Abschlusstabelle Gruppe D | Abschlusstabelle Gruppe D | Abschlusstabelle Gruppe D | Abschlusstabelle Gruppe D | Abschlusstabelle Gruppe D | Abschlusstabelle Gruppe D |
| Platz                     | Name                      | MP                        | SV                        | Pkt.                      | Aufn.                     | GD                        | BED                       | HS                        |
| ------------------------- | ------------------------- | ------------------------- | ------------------------- | ------------------------- | ------------------------- | ------------------------- | ------------------------- | ------------------------- |
| 1                         | Daniel Sánchez            | 4                         | 5:4                       | 116                       | 74                        | 1,567                     | 1,448                     | 7                         |
| 2                         | Brian Knudsen             | 4                         | 4:4                       | 81                        | 72                        | 1,125                     | 2,285                     | 8                         |
| 3                         | Sameh Sidhom              | 2                         | 4:4                       | 99                        | 101                       | 0,980                     | 1,111                     | 6                         |
| 4                         | Jérémy Bury               | 2                         | 3:4                       | 84                        | 71                        | 1,183                     | 1,875                     | 8                         |

| Abschlusstabelle Gruppe E | Abschlusstabelle Gruppe E | Abschlusstabelle Gruppe E | Abschlusstabelle Gruppe E | Abschlusstabelle Gruppe E | Abschlusstabelle Gruppe E | Abschlusstabelle Gruppe E | Abschlusstabelle Gruppe E | Abschlusstabelle Gruppe E |
| Platz                     | Name                      | MP                        | SV                        | Pkt.                      | Aufn.                     | GD                        | BED                       | HS                        |
| ------------------------- | ------------------------- | ------------------------- | ------------------------- | ------------------------- | ------------------------- | ------------------------- | ------------------------- | ------------------------- |
| 1                         | Dion Nelin                | 4                         | 5:2                       | 92                        | 46                        | 2,000                     | 3,333                     | 15                        |
| 2                         | Roland Forthomme          | 4                         | 4:3                       | 74                        | 51                        | 1,450                     | 2,142                     | 12                        |
| 3                         | Jean Paul de Bruijn       | 2                         | 3:5                       | 89                        | 84                        | 1,059                     | 1,481                     | 8                         |
| 4                         | Jérôme Barbeillon         | 2                         | 3:5                       | 81                        | 79                        | 1,025                     | 1,000                     | 5                         |

| Abschlusstabelle Gruppe F | Abschlusstabelle Gruppe F | Abschlusstabelle Gruppe F | Abschlusstabelle Gruppe F | Abschlusstabelle Gruppe F | Abschlusstabelle Gruppe F | Abschlusstabelle Gruppe F | Abschlusstabelle Gruppe F | Abschlusstabelle Gruppe F |
| Platz                     | Name                      | MP                        | SV                        | Pkt.                      | Aufn.                     | GD                        | BED                       | HS                        |
| ------------------------- | ------------------------- | ------------------------- | ------------------------- | ------------------------- | ------------------------- | ------------------------- | ------------------------- | ------------------------- |
| 1                         | Martin Horn               | 6                         | 6:2                       | 102                       | 42                        | 2,428                     | 2,727                     | 8                         |
| 2                         | Peter de Backer           | 4                         | 5:2                       | 96                        | 46                        | 2,086                     | 1,875                     | 7                         |
| 3                         | Manuel Santos Oliveira    | 2                         | 2:5                       | 54                        | 49                        | 1,102                     | 1,291                     | 9                         |
| 4                         | Ronny Brants              | 0                         | 2:6                       | 70                        | 56                        | 1,250                     | –                         | 6                         |

| Abschlusstabelle Gruppe G | Abschlusstabelle Gruppe G | Abschlusstabelle Gruppe G | Abschlusstabelle Gruppe G | Abschlusstabelle Gruppe G | Abschlusstabelle Gruppe G | Abschlusstabelle Gruppe G | Abschlusstabelle Gruppe G | Abschlusstabelle Gruppe G |
| Platz                     | Name                      | MP                        | SV                        | Pkt.                      | Aufn.                     | GD                        | BED                       | HS                        |
| ------------------------- | ------------------------- | ------------------------- | ------------------------- | ------------------------- | ------------------------- | ------------------------- | ------------------------- | ------------------------- |
| 1                         | Raimond Burgman           | 4                         | 5:2                       | 92                        | 58                        | 1,586                     | 2,500                     | 10                        |
| 2                         | Jozef Philipoom           | 4                         | 4:3                       | 94                        | 44                        | 2,136                     | 2,866                     | 12                        |
| 3                         | Marco Zanetti             | 4                         | 5:4                       | 103                       | 65                        | 1,584                     | 1,565                     | 12                        |
| 4                         | Sergio Jimenez            | 0                         | 1:6                       | 74                        | 57                        | 1,298                     | –                         | 8                         |

| Abschlusstabelle Gruppe H | Abschlusstabelle Gruppe H | Abschlusstabelle Gruppe H | Abschlusstabelle Gruppe H | Abschlusstabelle Gruppe H | Abschlusstabelle Gruppe H | Abschlusstabelle Gruppe H | Abschlusstabelle Gruppe H | Abschlusstabelle Gruppe H |
| Platz                     | Name                      | MP                        | SV                        | Pkt.                      | Aufn.                     | GD                        | BED                       | HS                        |
| ------------------------- | ------------------------- | ------------------------- | ------------------------- | ------------------------- | ------------------------- | ------------------------- | ------------------------- | ------------------------- |
| 1                         | Eddy Merckx               | 6                         | 6:0                       | 90                        | 52                        | 1,730                     | 2,000                     | 10                        |
| 2                         | Nikos Polychronopoulos    | 4                         | 4:3                       | 80                        | 58                        | 1,379                     | 1,550                     | 6                         |
| 3                         | René Hendriksen           | 2                         | 3:4                       | 86                        | 58                        | 1,482                     | 1,250                     | 10                        |
| 4                         | Salvatore Papa            | 0                         | 0:6                       | 40                        | 59                        | 0,677                     | –                         | 7                         |

## Finalrunde
Im Folgenden ist der Turnierbaum der Finalrunde aufgelistet. Legende: SP/Pkte/Aufn/HS

|  | Achtelfinale           | Achtelfinale |                  |                   | Viertelfinale     | Viertelfinale |  |  | Halbfinale | Halbfinale |  |  | Finale | Finale |
|  |                        |              |                  |                   |                   |               |  |  |            |            |  |  |        |        |
|  |                        |              |                  |                   |                   |               |  |  |            |            |  |  |        |        |
|  | Eddy Merckx            | 2/57/51/6    |                  |                   |                   |               |  |  |            |            |  |  |        |        |
|  | Brian Knudsen          | 3/64/51/6    |                  |                   |                   |               |  |  |            |            |  |  |        |        |
|  | Brian Knudsen          | 3/64/51/6    | Brian Knudsen    | 0/23/19/6         |                   |               |  |  |            |            |  |  |        |        |
|  |                        |              | Brian Knudsen    | 0/23/19/6         |                   |               |  |  |            |            |  |  |        |        |
|  |                        |              |                  |                   | Daniel Sánchez    | 3/45/21/9     |  |  |            |            |  |  |        |        |
|  | Peter de Backer        | 1/31/20/7    |                  |                   | Daniel Sánchez    | 3/45/21/9     |  |  |            |            |  |  |        |        |
|  | Peter de Backer        | 1/31/20/7    |                  |                   |                   |               |  |  |            |            |  |  |        |        |
|  | Daniel Sánchez         | 3/55/21/9    |                  |                   |                   |               |  |  |            |            |  |  |        |        |
|  | Daniel Sánchez         | 3/55/21/9    | Daniel Sánchez   | 3/45/15/8         |                   |               |  |  |            |            |  |  |        |        |
|  |                        |              | Daniel Sánchez   | 3/45/15/8         |                   |               |  |  |            |            |  |  |        |        |
|  |                        |              |                  | Torbjörn Blomdahl | 0/26/13/8         |               |  |  |            |            |  |  |        |        |
|  | Martin Horn            | 2/52/38/6    |                  | Torbjörn Blomdahl | 0/26/13/8         |               |  |  |            |            |  |  |        |        |
|  | Martin Horn            | 2/52/38/6    |                  |                   |                   |               |  |  |            |            |  |  |        |        |
|  | Jozef Philipoom        | 3/51/38/7    |                  |                   |                   |               |  |  |            |            |  |  |        |        |
|  | Jozef Philipoom        | 3/51/38/7    | Jozef Philipoom  | 2/59/44/6         |                   |               |  |  |            |            |  |  |        |        |
|  |                        |              | Jozef Philipoom  | 2/59/44/6         |                   |               |  |  |            |            |  |  |        |        |
|  |                        |              |                  |                   | Torbjörn Blomdahl | 3/59/44/7     |  |  |            |            |  |  |        |        |
|  | Roland Forthomme       | 1/36/33/5    |                  |                   | Torbjörn Blomdahl | 3/59/44/7     |  |  |            |            |  |  |        |        |
|  | Roland Forthomme       | 1/36/33/5    |                  |                   |                   |               |  |  |            |            |  |  |        |        |
|  | Torbjörn Blomdahl      | 3/48/33/6    |                  |                   |                   |               |  |  |            |            |  |  |        |        |
|  | Torbjörn Blomdahl      | 3/48/33/6    | Daniel Sánchez   | 3/56/39/7         |                   |               |  |  |            |            |  |  |        |        |
|  |                        |              | Daniel Sánchez   | 3/56/39/7         |                   |               |  |  |            |            |  |  |        |        |
|  |                        |              |                  | Frédéric Caudron  | 2/56/38/9         |               |  |  |            |            |  |  |        |        |
|  | Tayfun Taşdemir        | 3/71/49/7    |                  | Frédéric Caudron  | 2/56/38/9         |               |  |  |            |            |  |  |        |        |
|  | Tayfun Taşdemir        | 3/71/49/7    |                  |                   |                   |               |  |  |            |            |  |  |        |        |
|  | Nikos Polychronopoulos | 2/56/48/6    |                  |                   |                   |               |  |  |            |            |  |  |        |        |
|  | Nikos Polychronopoulos | 2/56/48/6    | Tayfun Taşdemir  | 3/50/46/5         |                   |               |  |  |            |            |  |  |        |        |
|  |                        |              | Tayfun Taşdemir  | 3/50/46/5         |                   |               |  |  |            |            |  |  |        |        |
|  |                        |              |                  |                   | Christian Rudolph | 1/38/45/5     |  |  |            |            |  |  |        |        |
|  | Christian Rudolph      | 3/68/46/6    |                  |                   | Christian Rudolph | 1/38/45/5     |  |  |            |            |  |  |        |        |
|  | Christian Rudolph      | 3/68/46/6    |                  |                   |                   |               |  |  |            |            |  |  |        |        |
|  | Dion Nelin             | 2/52/45/5    |                  |                   |                   |               |  |  |            |            |  |  |        |        |
|  | Dion Nelin             | 2/52/45/5    | Tayfun Taşdemir  | 0/25/23/7         |                   |               |  |  |            |            |  |  |        |        |
|  |                        |              | Tayfun Taşdemir  | 0/25/23/7         |                   |               |  |  |            |            |  |  |        |        |
|  |                        |              |                  | Frédéric Caudron  | 3/45/25/6         |               |  |  |            |            |  |  |        |        |
|  | Frédéric Caudron       | 3/45/28/7    |                  | Frédéric Caudron  | 3/45/25/6         |               |  |  |            |            |  |  |        |        |
|  | Frédéric Caudron       | 3/45/28/7    |                  |                   |                   |               |  |  |            |            |  |  |        |        |
|  | Raimond Burgman        | 0/31/26/4    |                  |                   |                   |               |  |  |            |            |  |  |        |        |
|  | Raimond Burgman        | 0/31/26/4    | Frédéric Caudron | 3/58/19/12        |                   |               |  |  |            |            |  |  |        |        |
|  |                        |              | Frédéric Caudron | 3/58/19/12        |                   |               |  |  |            |            |  |  |        |        |
|  |                        |              |                  |                   | Dick Jaspers      | 1/32/18/3     |  |  |            |            |  |  |        |        |
|  | Dick Jaspers           | 3/45/17/10   |                  |                   | Dick Jaspers      | 1/32/18/3     |  |  |            |            |  |  |        |        |
|  | Dick Jaspers           | 3/45/17/10   |                  |                   |                   |               |  |  |            |            |  |  |        |        |
|  | Andreas Efler          | 0/18/15/7    |                  |                   |                   |               |  |  |            |            |  |  |        |        |

## Abschlusstabelle
| Endklassement   | Endklassement | Endklassement           | Endklassement | Endklassement | Endklassement | Endklassement | Endklassement | Endklassement | Endklassement | Endklassement |
| Phase           | Platz         | Name                    | MP            | SV            | Pkt.          | Aufn.         | GD            | BED           | BSD           | HS            |
| --------------- | ------------- | ----------------------- | ------------- | ------------- | ------------- | ------------- | ------------- | ------------- | ------------- | ------------- |
| Finale          | 1             | Daniel Sánchez          | 12:2          | 17:7          | 317           | 170           | 1,864         | 3,000         | 5,000         | 9             |
| Finale          | 2             | Frédéric Caudron        | 10:4          | 16:6          | 287           | 163           | 1,760         | 3,052         | 5,000         | 12            |
| Halb- finale    | 3             | Torbjörn Blomdahl       | 10:2          | 12:7          | 231           | 150           | 1,540         | 3,750         | 15,000        | 15            |
| Halb- finale    | 3             | Tayfun Taşdemir         | 10:2          | 12:7          | 236           | 170           | 1,388         | 2,000         | 2,500         | 7             |
| Viertel- finale | 5             | Dick Jaspers            | 8:2           | 10:4          | 174           | 89            | 1,955         | 2,727         | 5,000         | 10            |
| Viertel- finale | 6             | Christian Rudolph       | 6:4           | 9:7           | 196           | 168           | 1,166         | 1,478         | 2,500         | 6             |
| Viertel- finale | 7             | Jozef Philipoom         | 6:4           | 9:8           | 204           | 126           | 1,619         | 2,866         | 3,750         | 12            |
| Viertel- finale | 8             | Brian Knudsen           | 6:4           | 7:9           | 168           | 142           | 1,183         | 2,285         | 3,000         | 8             |
| Achtel- finale  | 9             | Eddy Merckx             | 6:2           | 8:3           | 147           | 103           | 1,427         | 2,000         | 5,000         | 10            |
| Achtel- finale  | 10            | Martin Horn             | 6:2           | 8:5           | 154           | 80            | 1,925         | 2,727         | 3,000         | 8             |
| Achtel- finale  | 11            | Dion Nelin              | 4:4           | 7:5           | 144           | 91            | 1,582         | 3,333         | 15,000        | 15            |
| Achtel- finale  | 12            | Peter de Backer         | 4:4           | 6:5           | 127           | 66            | 1,924         | 1,875         | 5,000         | 7             |
| Achtel- finale  | 13            | Raimond Burgman         | 4:4           | 5:5           | 123           | 84            | 1,464         | 2,250         | 3,750         | 10            |
| Achtel- finale  | 14            | Nikos Polychronopoulos  | 4:4           | 6:6           | 136           | 106           | 1,283         | 1,550         | 3,000         | 6             |
| Achtel- finale  | 15            | Roland Forthomme        | 4:4           | 5:6           | 110           | 84            | 1,309         | 2,142         | 2,142         | 12            |
| Achtel- finale  | 16            | Andreas Efler           | 4:4           | 5:7           | 112           | 109           | 1,027         | 1,096         | 2,142         | 7             |
| Gruppen- phase  | 17            | Marco Zanetti           | 4:2           | 5:4           | 103           | 65            | 1,584         | 1,565         | 3,750         | 12            |
| Gruppen- phase  | 18            | Sameh Sidhom            | 2:4           | 4:4           | 99            | 101           | 0,980         | 1,111         | 2,500         | 6             |
| Gruppen- phase  | 19            | René Hendriksen         | 2:4           | 3:4           | 86            | 58            | 1,482         | 1,250         | 3,750         | 10            |
| Gruppen- phase  | 20            | Michael Nilsson         | 2:4           | 3:4           | 90            | 76            | 1,184         | 1,034         | 1,363         | 6             |
| Gruppen- phase  | 21            | Jean van Erp            | 2:4           | 2:4           | 50            | 40            | 1,250         | 1,875         | 3,000         | 6             |
| Gruppen- phase  | 22            | Jean Paul de Bruijn     | 2:4           | 3:5           | 89            | 84            | 1,059         | 1,481         | 2,500         | 8             |
| Gruppen- phase  | 23            | Kostas Papakonstantinou | 2:4           | 2:4           | 57            | 65            | 0,876         | 0,909         | 1,071         | 7             |
| Gruppen- phase  | 24            | Manuel Santos Oliveira  | 2:4           | 2:5           | 54            | 49            | 1,102         | 1,291         | 1,666         | 9             |
| Gruppen- phase  | 25            | Jérémy Bury             | 2:4           | 3:4           | 84            | 71            | 1,183         | 1,875         | 2,142         | 8             |
| Gruppen- phase  | 26            | Jerome Barbeillon       | 2:4           | 3:5           | 81            | 79            | 1,025         | 1,000         | 2,500         | 5             |
| Gruppen- phase  | 27            | Ronny Brants            | 0:6           | 2:6           | 70            | 56            | 1,250         | –             | 2,500         | 6             |
| Gruppen- phase  | 28            | Sergio Jimenez          | 0:6           | 1:6           | 74            | 57            | 1,298         | –             | 2,500         | 8             |
| Gruppen- phase  | 29            | Jussi Tyrkkö            | 0:6           | 1:6           | 60            | 74            | 0,810         | –             | 1,500         | 5             |
| Gruppen- phase  | 30            | Bálász Léb              | 0:6           | 0:6           | 41            | 51            | 0,803         | –             | –             | 5             |
| Gruppen- phase  | 31            | Salvatore Papa          | 0:6           | 0:6           | 40            | 59            | 0,677         | –             | –             | 7             |
| Gruppen- phase  | 32            | Kjell Lillestol         | 0:6           | 0:6           | 18            | 74            | 0,243         | –             | –             | 2             |